# Syris
Syris war eine US-amerikanische Progressive-Metal-Band aus South Elgin, Illinois, die im Jahr 1993 gegründet, nach dem Tod des Hauptsongwriters 1996 als Power-Metal-Band neu zusammengestellt, aber nach Zerfallserscheinungen 2000 wieder aufgelöst wurde.

## Geschichte
In South Elgin, in der Metropolregion Chicago gelegen, gründete im Jahr 1983 der Gitarrist Scott Payne mit dem Bassisten Marty Malcolm und dem Schlagzeuger Sean Brown die an Queensrÿche und Fates Warning ausgerichtete Band Syris. Der Name bedeutet im Altpersischen „Thron“ oder auch „Sonne“, was aber Zufall sein soll, da einfach nur ein wohlklingendes Wort erfunden worden sei. Um doppelläufige Riffs und alternierende Soli spielen zu können, nahm man Jason Schultz als zweiten Gitarristen in die Band auf. Noch im selben Jahr entstand ein unbetiteltes Demo mit drei Liedern, welches schlicht als „Demo“ oder „Syris“ zitiert wird. Begünstigt durch die Erfolgswelle von Dream Theater und Queensrÿche lag die Verkaufszahl des Tapes im vierstelligen Bereich. Dies beeindruckte das Essener Label Shark Records, das mit dem Hoffnungsträger vorsorglich einen Vertrag über drei Alben abschloss. 1995 erschien das Debütalbum Syris, das alle drei Demo-Stücke beinhaltet. Um den Markt in Europa, Japan und den USA zu bedienen und sich dort zu etablieren, sollte es rasch auf interkontinentale Tour gehen, doch Payne erkrankte an einem Hirntumor und starb kurz darauf im September 1996, so dass alles zum Erliegen kam. Bucci wechselte in den Baustoffhandel, Schultz und Malcolm verabschiedeten sich ohne Angabe eines Ziels. Schlagzeuger Brown nutzte die letzten gemeinsamen Tage mit Payne, um sich über die Zukunft der Band zu beratschlagen. Schon Ende des Jahres stellte er eine neue Syris-Mannschaft zusammen. Ihr gehörten der Sänger Scott Huffman, der ihn aufgrund seines metalmäßigen Aussehens angesprochen hatte, der Gitarrist Paul Speredes und der Bassist Rob Such an, die sich alle drei aus früheren Bandzeiten kannten. Brown rechtfertigte die Weiterverwendung des Namens mit der Absicht, dies im Angedenken an Payne zu tun. Das Album Unseen Forces erschien im selben Jahr beim Kleinlabel a.b.s. Records. Eine Tour scheiterte an den bescheidenen finanziellen Mitteln des Labels und der Band. Einzig Konzerte in der Region waren möglich, von denen es ein paar gab. Es folgten nun Tribute-Bekundungen im eigentlichen Sinne, das heißt Coverversionen von Vorbildern, und zwar 1998 Crazy Train für das Ozzy-Osbourne-Tributealbum Legend of a Madman und 2000 Wishing Well für das Black-Sabbath-Tributealbum Dehumanized Witch. Speredes und Huffman werkelten zu dieser Zeit gemeinsam mit der Chicagoer Band Spirit Web an deren Debütalbum. Speredes gehörte auch noch 2003, als deren zweites Album erschien, zur Besetzung, Huffman aber hob – inzwischen im Verbund mit Such – Twelfth Gate aus der Taufe. Rob Such organisiert zudem seit 2000 das jährlich stattfindende Heavy-Metal-Festival Chicago Powerfest. Zum geplanten dritten Syris-Album kam es nicht mehr, da die Musiker (bis auf Brown) passendere Betätigungsfelder gefunden hatten.

## Stil
Rock-Hard-Redakteur Michael Rensen bezeichnete die Musik von Syris als „traditionellen Progressive Metal im Stile der alten Queensrÿche/Fates Warning, verfeinert mit einem Schuß NWOBHM“.
Jürgen Tschamler meinte im Break Out, beim Erklingen von Syris Geoff Tate (Queensrÿche) und Jim Mattheos (Fates Warning) gemeinsam zu hören.
Wolfgang Schäfer schrieb in seiner Rezension für das Rock Hard, der „Erstling [habe] stark in die Fates Warning-Ecke“ tendiert, der „Zweitling [sei] einen ganzen Tick gradliniger, wütender und aggressiver ausgefallen“.
Die Internetplattform Vampster befand im Juli 1998, bei Unseen Forces handele es sich um Power Metal à la 80er-Jahre.

## Diskografie
- 1993: Demo (Demo)
- 1995: Syris (Shark Records)
- 1998: Unseen Forces (a.b.s. Records)